# Megan Massacre
Megan Woznicki (Filadelfia, Pensilvania; 8 de septiembre de 1985), más conocida como Megan Massacre, es una personalidad televisiva, tatuadora profesional, modelo, actriz y empresaria estadounidense, reconocida por su participación en los programas de televisión NY Ink, America's Worst Tatoos y Bondi Ink.

## Biografía

### Primeros años
Después de graduarse de la escuela secundaria, a los 18 trabajo vendiendo muebles para poder pagar la universidad.

### Carrera
Inició su carrera como tatuadora en 2004 en algunas tiendas de su ciudad natal, antes de trasladarse a la ciudad de Nueva York. Allí fue invitada a ser parte del elenco del programa televisivo NY Ink. En 2007, inició una carrera como modelo, llegando a ser portada de prestigiosas publicaciones en los Estados Unidos y otros países. En 2017, fue productora asociada de la serie de televisión australiana Bondi Ink Tatoo Crew.

### Vida personal
Megan es vegetariana y defensora de los derechos de los animales. Actualmente reside en la ciudad de Nueva York.

## Filmografía

### Televisión
- 2017 - Bondi Ink Tattoo Crew
- 2015 - Gran-diosa
- 2012-2014 - America's Worst Tattoos
- 2011-2013 - NY Ink
- 2013 - Megan Massacre's Tattoo Tips
- 2013 - Rachael Ray

### Productora asociada
- 2017 - Bondi Ink Tattoo Crew